# Ceratophaga
Ceratophaga is een geslacht van vlinders van de familie echte motten (Tineidae), uit de onderfamilie Tineinae.

## Soorten
- C. chalcodryas (Meyrick, 1938)
- C. ethadopa (Meyrick, 1938)
- C. haidarabadi Zagulajev, 1966
- C. infuscatella (de Joannis, 1897)
- C. kuldjaensis Petersen, 1957
- C. lichmodes (Meyrick, 1921)
- C. luridula (Meyrick, 1932)
- C. neodryas Gozmány, 2004
- C. nephelotorna (Meyrick, 1932)
- C. obnoxia (Meyrick, 1917)
- C. orientalis (Stainton, 1878)
- C. tenebrosa Gozmány, 1968
- C. tragoptila (Meyrick, 1917)
- C. vastella (Zeller, 1852)
- C. vicinella (Dietz, 1905)
- C. xanthastis (Meyrick, 1908)